# Naguilián (Isabela)
Naguilián (Bayan ng Naguilian) es un municipio filipino de cuarta categoría perteneciente a  la provincia de La Isabela en la Región Administrativa de Valle del Cagayán, también denominada Región II.

## Geografía
Tiene una extensión superficial de 169.81 km² y según el censo del 2007, contaba con una población de 27.977 habitantes y 5.210 hogares; 29.491 habitantes el 1 de mayo de 2010

### Barangayes
Naguilián se divide administrativamente en 25 barangayes o barrios, 9 de  carácter rural y los 5 restantes de carácter urbano: Magsaysay, Quezón, Quirino, Roxas y San Manuel.
| - Aguinaldo - Bagong Sikat - Burgos - Cabaruán - Flores - La Unión - Magsaysay (Población) - Manaring - Mansibang - Minallo - Minanga - Palattao - Quezón (Población) | - Quinalabasa - Quirino (Población) - Rang-Ayan - Rizal - Roxas (Población) - San Manuel - Santo Tomás - Sunlife - Surcoc - Tomines - Villa Paz - Santa Victoria |

## Política
Su alcalde es Edgar R. Capuchino.